# Parauxa puncticollis
Parauxa puncticollis là một loài bọ cánh cứng trong họ Cerambycidae.